# Sviatoshyn (huyện)
Huyện Sviatoshyn (tiếng Ukraina: Святошинський район, chuyển tự: Sviatoshyns’kyi raion) là một huyện của tỉnh Thành phố Kiev thuộc Ukraina. Huyện Sviatoshyn có diện tích 103 km², dân số theo điều tra dân số ngày 5 tháng 12 năm 2001 là 315410 người với mật độ 3062 người/km2. Trung tâm huyện nằm ở ?.